# Неолитско насеље Лађариште
Неолитско насеље Лађариште је археолошки локалитет откривен у селу Врњци код Врњачке Бање у периоду од 1987. до 1990. године. Потиче из неолита, млађег каменог доба и представља најстарији доказ насељености подручја Врњачке Бање и околине. На њему су пронађени остаци кућа, радионица за израду оруђа од камена, медијална керамика, делови посуђа.
Велики број налаза са овог локалитета је изложен у Замку културе - Белимарковић, у Врњачкој бањи у оквиру изложбе Лађариште - праисторија Врњаца.

## Геоморфолошки оквири
Локалитет Лађариште се налази у централном делу Србије, са десне стране магистралног пута Врњачка Бања - Краљево, на 4 km удаљености од центра Врњачке Бање у селу Врњци. Заузима део речне долине окружене Западном Моравом, Јужном Моравом и реком Ибар. Поред Гоча и Копаоника овај регион окружују и планине Жељин, Јастребац, Столови и Гледичке планине. Шире подручје Лађаришта одликује заталасани рељеф настао под утицајем више геоморфолошких процеса. Локалитет се налази на високом платоу, на десној страни старог корита Западне Мораве који се зове Обрежа. Лађариште припада равничарском типу насеља на речној тераси. Овај тип насеља карактерише положај на пространим речним терасама које се у великом броју налазе над ушћем две реке. Овај тип насеља се претежно везује за долину Јужне Мораве, Западне Мораве и долину Ибра.

## Археолошка истраживања
Пронађени археолошки материјал и стратиграфија ужег испитаног дела хроношли детерминишу локалитет у периоду Градачка фаза/ Винча - Плочник. Налази две зооморфне представе бика, начином моделовања, упућују на старчевачки хоризонт који до тада није откривен. Археолошка истраживања су вршена у периоду од 1987. до 1990. године под покровитељством Основне заједнице науке Региона Краљево и Општине Врњачка Бања, а носилац истраживања је био Центар за археолошка истраживања Филозофског факултета у Београду. Руководилац истраживања је био проф. др Драгослав Срејовић, а теренски руководилац је био др Светозар Станковић. Током четири сезоне истраживања пронађено је 45 предмета од глачаног камена. Осталих 112 примерака у збирку је доспело сакупљањем површинских налога и откупом збирке колекционара М. Црноглавца.
Готово све оруђе које је пронађено припада периоду касног неолита и почетка енеолита, односно везује се за фазе Винча - Градац и Винча - Плочник. Најбројније су алатке са сечицом (пре свега тесле, које чине више од половине пронађеног оруђа), док су абразивне мање заступљене. Различитост типова исте врсте оруђа, као и варијабилност димензија унутар исте врсте алатки, упућује на идеју о развијености занатског делања. Сировине од којих је оруђе израђивано експлоатисане су из непосредне околине локалитета и највећим делом чине геолошку основу врњачког краја. У најближој околини локалитета је пронађена велика количина материјала који могао да буде селектован и употребљаван у изради глачаног и абразивног каменог оруђа. Уколико је експолатисање материјала било са матичних лежишта могуће је претпоставити постојање неке врсте радионичарских кампова или насеља на вишим котама чији су се специјализовани мајстори бавили рударењем, обрадом и дистрибуцијом каменог материјала. Такво насеље је постојало, на нешто већој удаљености, у Трсинама код Чачка.
Квалитет обраде камена се разликује, односно пронађено је оруђе чија је комплетна површина углачана до високог сјаја, али и оно које је само грубо обрађено. Алатке углачане до високог сјаја су обично оне које су прављене од хомогених и најсилификованијих комада сировине, што показује да су занатлије из Лађаришта добро познавале одређене карактеристике стена и да су највише труда улагали око оних алатки за које су веровали да ће трајати дуже време.
Грумење шљаке, које су уочавало на површини локалитета, указује на могућност топљења метала.